# Calle Santa Susana
La calle Santa Susana es una vía pública de la ciudad española de Oviedo.

## Descripción
La calle, que obtuvo su nombre en 1858 por una capilla que se trasladó a la zona desde Rosal, fue en un comienzo apenas un tramo de una vía más extensa. En la actualidad, discurre desde la plaza de San Miguel hasta un punto en el que confluye con las calles Conde de Toreno y Asturias y la avenida de Galicia. Tiene cruces con Quintana, la confluencia de Rosal y Pérez de la Sala, la junta de Marqués de Santa Cruz de Marcenado con Leopoldo Calvo Sotelo y, por último, la plaza de España. Aparece descrita en El libro de Oviedo (1887) de Fermín Canella y Secades con las siguientes palabras:

Santa Susana.—La nueva vía que en 1858 se abrió para comunicar las carreteras de Castilla y de Galicia, recibió en su parte céntrica el nombre del epígrafe por haberse trasladado allí la antigua capilla de Santa Susana, que estaba en la calle del Rosal.—Ent.: San Miguel.—Conc.: Asturias.
(Canella y Secades, 1887, p. 126)